# مقاطعة جريبان
مقاطعة جريبان (بالصومالية: Degmada Jariiban)‏ هي إحدى مقاطعات محافظة مدج شمال شرق الصومال، عاصمتها جريبان، وتضم كذلك مدينة جرعد الساحلية.

## روابط خارجية
- مقاطعات الصومال
- الخريطة الإدارية لمقاطعة جريبان